# Neurocalyx bremeri
Neurocalyx bremeri là một loài thực vật có hoa trong họ Thiến thảo. Loài này được M.B.Viswan., Manik. & Tangav. mô tả khoa học đầu tiên năm 2005.